# Zethus yepezi
Zethus yepezi är en stekelart som beskrevs av Stange 1997. Zethus yepezi ingår i släktet Zethus och familjen Eumenidae. Inga underarter finns listade i Catalogue of Life.